# Gomesa lietzei
Gomesa lietzei är en orkidéart som först beskrevs av Eduard August von Regel, och fick sitt nu gällande namn av Mark W. Chase och Norris Hagan Williams. Gomesa lietzei ingår i släktet Gomesa och familjen orkidéer. Inga underarter finns listade i Catalogue of Life.